# Frame (networking)
Frame là một đơn vị truyền dữ liệu số trong computer networking (kết nối mạng máy tính) và viễn thông. Một frame điển hình gồm có các đặc tính đồng bộ hóa frame gồm một chuỗi bit hay symbol chỉ cho receiver (bên nhận) biết nơi bắt đầu và nơi kết thúc của payload data bên trong stream các symbol hoặc bit mà receiver nhận được. Nếu một receiver được kết nối với hệ thống trong quá trình truyền frame, receiver đó sẽ bỏ qua dữ liệu cho đến khi nó phát hiện được một chuỗi đồng bộ hóa frame mới.
Trong mô hình OSI của computer networking, một frame là một protocol data unit (đơn vị dữ liệu giao thức) ở tầng liên kết dữ liệu (data link layer). Các frame là kết quả của tầng cuối cùng của encapsulation (đóng gói) trước khi dữ liệu được truyền qua tầng vật lý. Frame là "đơn vị truyền trong một link layer protocol, và bao gồm một link layer header theo sau bởi một packet." Các frame được chia tách nhau bởi một interframe gap (khoảng trống giữa các frame). Nói chung, frame là một chuỗi bit gồm các framing bit, packet payload, và một frame check sequence (chuỗi kiểm tra frame). Ví dụ: frame Ethernet, frame Point-to-Point Protocol (PPP), Fibre Channel frame, và frame modem V.42.